# Erich Müller (Formgestalter)
Erich Müller (* 7. Mai 1907 in Havelberg; † 20. Januar 1992 in Neuzelle) war ein deutscher Formgestalter. Zu seinen bekanntesten Produkten zählt die in der DDR weit verbreitete Geschirrserie Rationell, die Müller zusammen mit Margarete Jahny gestaltete.

## Leben
Müller wuchs in seiner Geburtsstadt Havelberg auf, bis seine Familie 1921 nach Fürstenberg umzog. Hier war Müller Mitglied der Wandervogel-Bewegung sowie der Jugendorganisation der SPD. Von 1921 bis 1924 absolvierte er eine Ausbildung zum Glasmaler in einer Fürstenberger Glashütte. Anschließend arbeitete er, unterbrochen von Zeiten der Arbeitslosigkeit während der Weltwirtschaftskrise, in verschiedenen Betrieben. Er lernte in diesen Jahren seine spätere Frau Marie kennen. In den 1930er Jahren lebte die Familie in Neuzelle. Nach einem Umzug nach Penzig arbeitete Müller als Flachglasmaler für den Glaskünstler Richard Süßmuth. Ab 1942 nahm er als Soldat der Wehrmacht am Zweiten Weltkrieg teil. Danach kehrte Müller nach Fürstenberg zurück. Von 1946 bis 1952 arbeitete er als Zeichner in der Fürstenberger Glasfabrik. Dabei entwarf er das sogenannte Siedlergeschirr, das zu seinem ersten bekannten Produkt avancierte. Von 1952 bis 1957 war Müller Technischer Zeichner und Teilkonstrukteur im VEB Eisenhüttenkombinat Ost (EKO) in Eisenhüttenstadt. Von 1957 bis 1960 war er künstlerischer Mitarbeiter, dann bis 1963 Leiter der Arbeitsgruppe Gefäße, verantwortlich für Glas und Keramik, im Berliner Institut für angewandte Kunst, wo er u. a. mit Margarete Jahny zusammenarbeitete. 1964 entwarfen beide die Pressglasserie „Europa“, eine stapelbare Geschirrserie, die im VEB Glaswerk Schwepnitz hergestellt wurde. Im Jahr 1969 erschien die Geschirrserie „Rationell“, die unter der Bezeichnung Mitropa-Geschirr in der gesamten DDR verbreitet wurde. Anfang der 1970er Jahre entwickelte Müller die Wirte-Gläser, die sich in der Gastronomie des Landes durchsetzen konnten.
Von 1966 bis 1975 hatte Müller zudem einen Lehrauftrag an der Kunsthochschule Halle im Bereich Glasgestaltung inne. Nach seiner Pensionierung zog er mit seiner Frau, mit der er vier gemeinsame Kinder hatte, zurück nach Neuzelle. Müller war Mitglied des Verbands Bildender Künstler der DDR.

## Bekannte Produkte

### Siedlergeschirr
Für das Fürstenberger Glaswerk entwarf Müller nach dem Zweiten Weltkrieg das sogenannte Siedlergeschirr. Es bestand hauptsächlich aus schlicht gestalteten Tellern und Schüsseln. Zielgruppe des Pressglasgeschirrs waren hauptsächlich Flüchtlinge und Vertriebene aus den Ostgebieten des Deutschen Reiches, für die Alltagsgegenstände wie Geschirr hauptsächlich funktionell sein musste. Durch die Nachkriegsumstände in Produktion und Rohstoffversorgung auftretende Glasmängel, etwa Luftblasen oder Unreinheiten, arbeitete Müller in das Design des Geschirrs mit ein. Die Bezeichnung „Siedler“geschirr rührt daher, dass der Ausdruck „Vertriebene“ in der Sowjetischen Besatzungszone nicht verwendet wurde.

### Geschirrserie Rationell

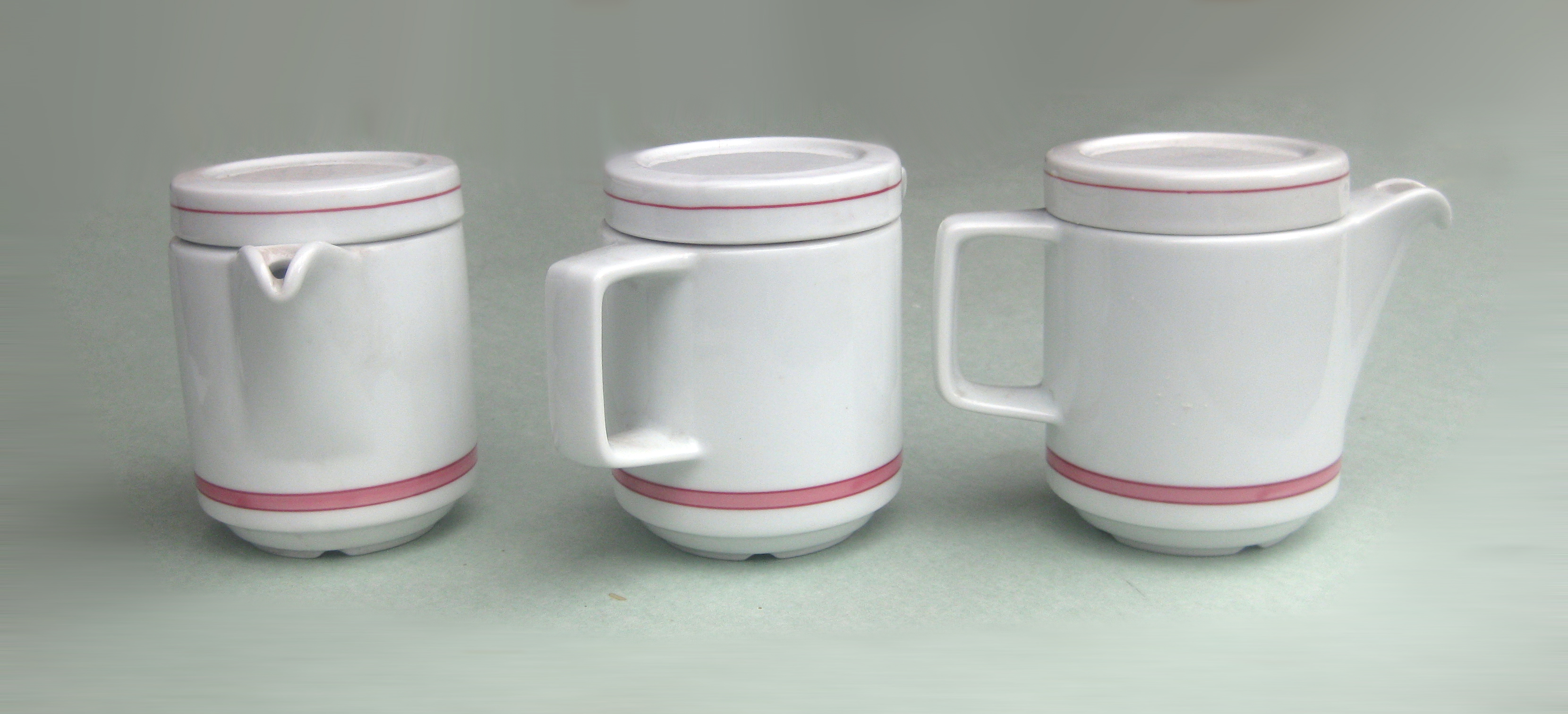
Rationell-Kännchen

Im Jahr 1969 entwarf Müller mit Margarete Jahny das Hotelgeschirr Rationell im Auftrag der Hotelkette Interhotel. Hauptaugenmerk bei der Entwicklung lag auf Funktionalität und Robustheit. Die Geschirrserie, die zunächst im VEB Colditzer Porzellanwerk gefertigt wurde, verbreitete sich in der gesamten Gastronomie der DDR. Durch die Verwendung in der MITROPA bekam die Serie im Volksmund die Bezeichnung Mitropa-Geschirr. Eine Besonderheit war der von Müller entworfene Deckel des Kaffeekännchens, der auch bei starkem Ankippen des Kännchens nicht von ihm abfiel.

### Wirtegläser

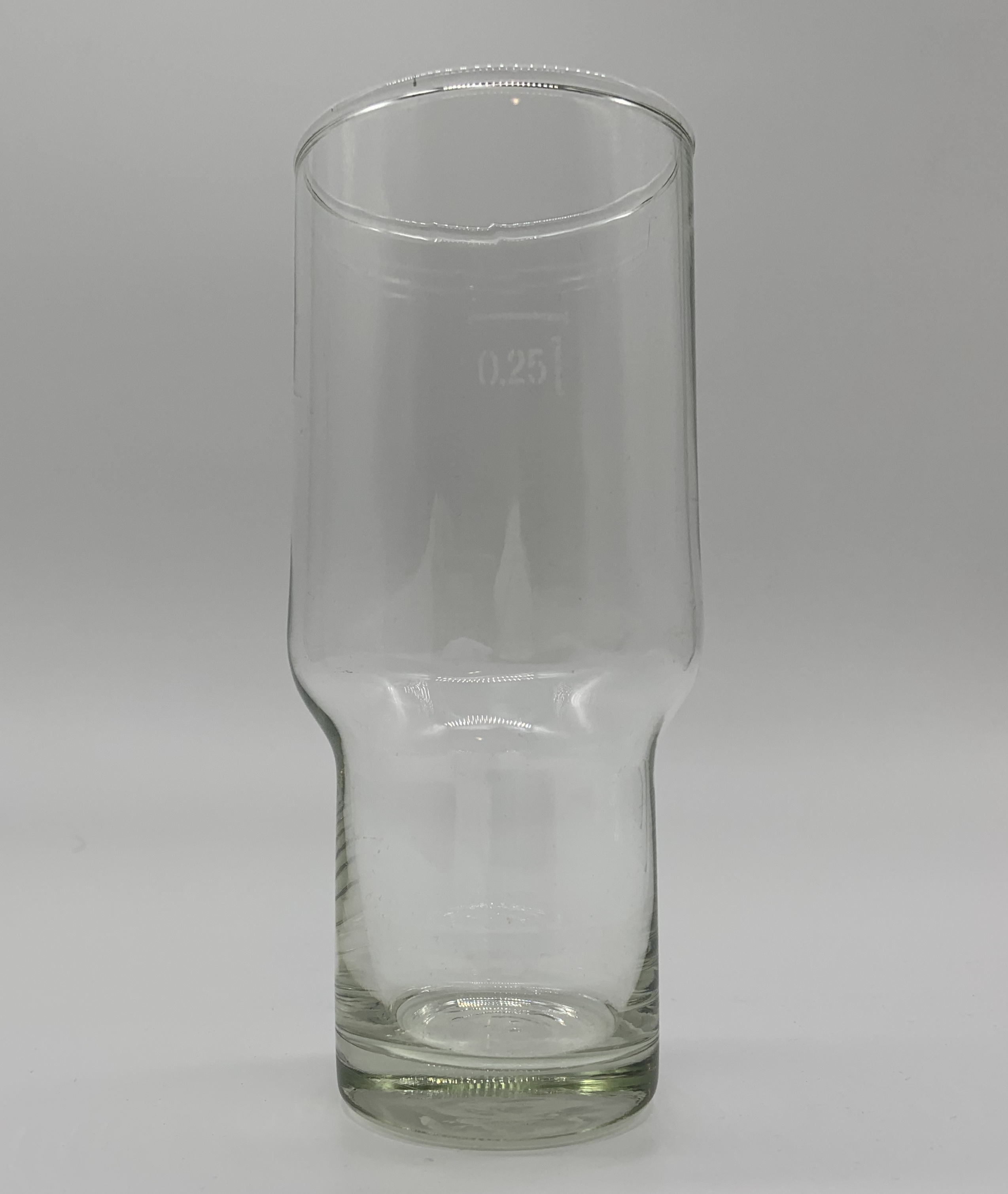
0,25 l Wirteglas

Als letzte gemeinsame Entwicklung präsentierten Müller und Jahny zu Beginn der 1970er Jahre die als Wirtegläser bekannt gewordene Gläserserie. Die hauptsächlich für die Gastronomie entwickelten Gläser waren schlicht gestaltet und stapelbar. Die Produktion übernahm der VEB Lausitzer Glas in Weißwasser, die Gläser fanden vor allem in Gaststätten, Kulturhäusern und Clubs in der DDR Verwendung. Das Design der Wirtegläser wurde in den 1980er Jahren für die Gläserserie Superfest verwendet und erfuhr dadurch erneut eine landesweite Verbreitung.

## Auszeichnungen
- 1983: Designpreis der Deutschen Demokratischen Republik[7]